# Joscelí I
Joscelí de Courtenay o Josceli I (?-1131) fou un noble de la casa dels senyors de Courtenay, que va anar a les croades el 1101, i va esdevenir senyor de Turbessel (1102 a 1113), príncep de Galilea i de Tiberíades (1113 a 1119) i comte d'Edessa de 1119 a 1131.

## Família
Era fill de Joscelí de Courtenay, senyor de Courtenay i d'Isabel de Montlhéry.
Es va casar cap al 1100-1104 amb una filla de Constantí I d'Armènia Menor, príncep de la Petita Armènia, que després del matrimoni va agafar el nom de Beatriu, i que fou la mare de: Joscelí II († 1159), comte d'Edessa.
Beatriu va morir abans del 1120 i Joscelí es va tornar a casar el 1121 amb Maria de Salern, germana de Roger de Salern, príncep regent d'Antioquia, que va aportar com a dot la senyoria d'Azaz, però el príncep Bohemon II va denunciar l'acord vers el 1127 i va recuperar Azaz. Maria de Salern va donar a llum a una filla mencionada per Guillem de Tir, que fou abadessa de Santa Maria la Gran, a prop de la basílica del Sant Sepulcre. Va fer de testimoni el 1162 en el moment del procés d'anul·lació del matrimoni d'Amalric I i de la seva neboda Agnès de Courtenay.

## Arribada a Terra Santa
Va anar a Terra Santa el 1101 acompanyant una croada de socors, probablement la conduïda per Guillem II de Nevers, comte de Nevers. Després d'un probable pelegrinatge a Jerusalem, es va reunir amb el seu cosí Balduí de Bourg, comte d'Edessa, que li va confiar la senyoria de Turbessel dins al seu comtat. El 1103 va participar en una expedició de Bohemon I d'Antioquia en la qual va conquerir Muslimiya. El 1104 va conquerir Marash, i després els francs d'Antiquia i d'Edessa van organitzar una expedició conjunta contra Haran per tal d'obrir la via de Mossul. Es va lliurar una batalla contra els turcs, però Joscelí i Balduí es van deixar sorprendre per la tàctica turca d'una fugida simulada i foren capturats. Joscelí fou empresonat per Sukman Ibn Ortuk a Hisn Kaifa; però els seus vassalls armenis aconseguiren alliberar-lo per un ardit el 1107. Es va dedicar llavors a aconseguir l'alliberament de Balduí, pel qual es va canviar com a ostatge, i després ell mateix fou alliberat a canvi de rescat. Quan es va reunir amb Balduí el va ajudar a conquerir Edessa que estava en mans del regent Roger de Salern, i després a combatre a Tancred de Galilea, regent d'Antioquia, que s'havia apropiat d'una part de les terres del Comtat d'Edessa, bàsicament Turbesel, la senyoria de Joscelí, fronterera amb el Principat d'Antioquia.
El 1109 va anar amb el seu senyor feudal a l'assemblea o placitum convocada pel rei Balduí I de Jerusalem per tal de dirimir les pretensions dels dos candidats al comtat de Trípoli, Guillem II de Cerdanya i Bertran de Tolosa. Balduí aprofità per confirmar els drets de Joscelí i obligà Tancred a tornar-li les terres que li havia pres a Turbessel. L'exèrcit reunit va aprofitar per prendre per assalt la ciutat de Trípoli que va esdevenir la capital del comtat epònim.
A partir del 1110, Mawdud ibn Altuntaix, atabeg de Mossul, reprengué l'ofensiva contra els francs i va atacar el comtat d'Edessa. Balduí de Bourg va enviar Joscelí de Courtenay a Jerusalem per tal de demanar socors, i la intervenció de Balduí I de Jerusalem va salvar el Comtat d'Edessa. El 1111, Mawdud va intentar assetjar de manera successiva Edessa i després Turbessel, però va haver d'aixecar el setge cada vegada, i Joscelí va tenir èxit en una sortida que va sorprendre la rereguarda de l'exèrcit turc mentre es retirava. L'abril del 1112, Mawdud va intentar encara una incursió contra Samosata, Edessa i Sarudj, però fou sorprès i derrotat per Joscelí davant aquesta darrera població.
Però si les ciutats a l'est de l'Eufrates eren segures i inconqueribles, aquests raids turcs saquejaven les campanyes que constituïen el domini comtal més enllà de l'Eufrates i arruïnaven el Comtat d'Edessa. Al contrari les terres a l'oest de l'Eufrates, protegides per aquest riu, estaven en plena prosperitat. Ara bé, la potència feudal derivava no sols del títol sinó del valor econòmic del feu, i la senyoria de Turbessel començà a prevaler sobre el Comtat d'Edessa (la mateixa Edessa estava a la part oriental del riu). Un dia del 1113, missatgers enviats per Balduí du Bourg al príncep d'Antioquia es van aturar a Turbessel. Allà Joscelí els va parlar de la situació econòmica, els va assegurar que el Comtat d'Edessa estava arruïnat i els va proposar passar al seu servei. Assabentat de la notícia, Balduí va entrar en còlera contra el qui considerava un ingrat. No volent intentar prendre per assalt Turbessel, va fingir estar greument malalt i va cridar Joscelí a Edessa. Joscelí, esperant que li donaria la successió del comtat, hi va anar, però fou empresonat només arribar i obligat a renunciar a Turbessel.
Alliberat, va anar a Jerusalem, on el rei Balduí I li va confiar el Principat de Galilea. El seu primer objectiu fou intentar prendre la ciutat de Tir, i va dirigir nombroses ràtzies sobre els camps i els afores de la ciutat per debilitar-lo econòmicament, però la ciutat resistiria fins al 1123.

## Al servei d'un nou Balduí
Balduí I de Jerusalem va morir el 1118 i els barons de la cort van dubtar entre dos candidats: Eustaqui III, comte de Boulogne, germà del rei però que havia retornat a les seves possessions europees, i Balduí de Bourg, cosí del rei i que restava a l'Orient Mitjà. Joscelí i Arnoul de Chocques, patriarca de Jerusalem, van sostenir la candidatura de Balduí de Bourg, que fou escollit rei i consagrat el 14 d'abril del 1118. Agraït, Balduí va donar a Joscelí el Comtat d'Edessa.
El 14 d'agost de 1119 va participar al costat del nou rei Balduí II de Jerusalem i del comte Ponç de Trípoli a la segona batalla de Danith contra Ilghazi Ibn Ortuk, atabeg d'Alep. Una segona campanya contra Ilghazi, el maig del 1120, va aportar un nou èxit contra Alep.
El 27 de febrer del 1122, Ilghazi posa la seu davant Zrdana, al principat d'Antioquia, però Balduí II i Joscelí d'Edessa es van unir per socórrer aquesta plaça forta i Ilghazi es va haver de retirar. El 13 de setembre de 1122, Joscelí de Courtenay i Galerà del Puiset, senyor de Bira (al comtat d'Edessa) van intentar capturar a Nur al-Dawla Balak, però fou aquest el que els va sorprendre i els va fer presoners, portant-los a Kharpert, seguits per Balduí II que fou capturat quan va intentar alliberar-los el 18 d'abril del 1123. Mig centenar d'armenis van aconseguir apoderar-se de la ciutadella per un ardit i alliberar els presoners francs; Joscelí va poder fugir i arribar fins a Edessa per demanar ajut, mentre que Balduí i Galerà es van quedar per defensar la ciutadella, però foren obligats a rendir-se abans d'arribar ajut, i capturats de nou. En revenja Joscelí I va assolar la regió d'Alep.
Mort poc després Balak, a mans del seu successor Timurtaix ibn Ilghazi, aquest va acceptar alliberar Balduí contra rescat. Per garantir el pagament del rescat, fou intercanviat per Yvette de Jerusalem, de cinc anys, per Joscelí, el fill del comte, d'uns 12 anys, i per altres deu joves nobles francs, que foren retinguts a Xaizar. Alep tornà llavors a Aq-Súnqur al-Bursuqí, atabeg de Mossul, que va fer una inspecció als emirats sirians i s'encarregà dels ostatges el 15 de març del 1125. Però fou derrotat pels francs el juny 1125 a Azaz, i el botí permeté a aquests últims acabar el pagament del rescat.
El novembre del 1125 Joscelí va rebutjar una nova ofensiva dirigida per Aq-Súnqur al-Bursuqí, el nou atabeg de Mossul i d'Alep. Aquest atabeg fou assassinat el 26 de novembre del 1126 i el seu fill Izz-ad-Din Massud fou enverinat poc després. Els seus generals es van disputar llavors el poder i Joscelí va començar a assetjar Alep, esperant aprofitar l'anarquia per apoderar-se'n, però Bohemon II d'Antioquia tenia la mateixa idea, i la rivalitat entre els caps francs els va impedir apoderar-se de la ciutat. El 1128 va assolar diversos pobles del principat d'Antioquia en la disputa pel dot de la seva dona.
Joscelí va aconseguir ampliar el comtat i arribar fins i tot a la riba del Tigris al nord de Mossul. El novembre i el desembre del 1129, va participar en una expedició de Balduí II contra Damasc, però no van aconseguir prendre la ciutat.
El 1131, Joscelí I va assetjar una fortalesa entre Alep i Mabbug. Mentre inspeccionava una mina que feia cavar sota una muralla, aquesta es va desplomar al seu damunt i el va enterrar. Fou extret de la runa, però estava greument ferit. Poc després, un emir va posar setge davant Kaisun. Joscelí va encarregar al seu fill la direcció de l'exèrcit per fer aixecar el setge d'aquesta plaça, però aquest noi es va aturar, al·legant una inferioritat numèrica. Joscelí pare va decidir llavors manar personalment el seu exèrcit des d'una llitera per socórrer Kaisun, fet que va incitar l'emir a aixecar el setge, cosa que mostra fins a quin punt Joscelí era temut pels seus enemics. Però el vell comte va morir durant l'operació militar i el seu fill el va succeir com a comte d'Edessa.